# آلیس ویلیامز (بازیکن واترپلو)
آلیس ویلیامز (انگلیسی: Alice Williams؛ زادهٔ ۲۴ دسامبر ۱۹۹۸) بازیکن زن واترپلو اهل استرالیا است.
وی در مسابقات کشوری و بین‌المللی در مجموع برندهٔ ۱ مدال نقره شده است.